# Andreas Hofmeier

Andreas Hofmeier, um 1915

Andreas Ludwig Julius Hofmeier (* 17. Oktober 1872 in Lübeck; † 23. Juli 1963 in Eutin) war ein deutscher Kirchenmusiker, Musikpädagoge und Komponist.

## Leben
Andreas Hofmeier war ein Sohn des Hauptpastors an der Lübecker Jakobikirche Gustav Hofmeier (1826–1893) aus dessen zweiter Ehe mit Luise, geb. Schulze (1849–1929). Der Geheime Sanitätsrat Johannes Hofmeier (1854–1933) war sein Stiefbruder.
Er besuchte das Katharineum zu Lübeck und studierte ab 1891 am Leipziger Konservatorium, besonders bei Carl Reinecke, Salomon Jadassohn, Anton Rubinstein und Arthur Nikisch. Max Reger wurde sein Studienfreund. Erstmals trat er 1895 als Pianist in Lübeck auf. Nach kurzer Zeit als Organist und Musiklehrer in Leipzig wurde er zum 1. April 1896 Konzertorganist am Deutschen Haus in Brünn. 
Ende September 1900 wurde Hofmeier zum Organisten an St. Michaelis in Eutin, zum Hoforganisten am Schloss Eutin und gleichzeitig zum Musiklehrer am örtlichen Gymnasium, der heutigen Johann-Heinrich-Voß-Schule, berufen. Zugleich leitete er den Eutiner Gesang- und Musikverein von 1819. Damit war er, wie Carl Stiehl eine Generation zuvor, praktisch für das gesamte Musikleben in Eutin verantwortlich. 1920 wurde er von seinen Aufgaben als Musiklehrer am Gymnasium entbunden. 
Von 1910 bis 1912 unterrichtete er am von Julius von Bernuth gegründeten Hamburger Konservatorium. 
Er blieb aber mehr noch seiner Heimatstadt Lübeck verbunden. Hier war er von 1903 bis 1907 Dirigent des Lehrer-Gesangvereins, Gründer (1906) und Pianist einer Kammermusik-Vereinigung, die bis 1933 bestand und sich vor allem neuerer und zeitgenössischer Kammermusik widmete, und Dozent sowie von 1912 bis 1922 Direktor des privaten Lübecker Konservatoriums, einer Vorgängereinrichtung der heutigen Musikhochschule Lübeck. Von 1933 bis 1938 war er nebenamtlich Dozent an der Lübecker Landesmusikschule, einer weiteren Vorgängereinrichtung der Musikhochschule.
Durch seine Beziehungen nach Lübeck holte er mehrfach Künstler wie Hermann Abendroth und Wilhelm Furtwängler sowie durch seine Freundschaft Max Reger nach Eutin. Hofmeier gründete eine Konzertreihe, die Hofmeier-Konzerte, begann die Tradition spätsommerlicher Orgelkonzerte in St. Michaelis sowie Musikfeste zu Ehren von Carl Maria von Weber, die 1926, 1936 und 1951 stattfanden und aus denen die Eutiner Festspiele hervorgingen. Er war Mitglied der Eutiner Freimaurerloge Zum goldenen Apfel.

## Ehrungen
- 1916: Titel Professor, verliehen durch Großherzog Friedrich August
- 1941: Schleswig-Holsteinischer Musikpreis
- 1952: Bundesverdienstkreuz 1. Klasse
- 1957: Ehrenring der Stadt Eutin

## Werke
Hofmeier komponierte etwa 400 bis 500 Lieder und Balladen, die unveröffentlicht blieben, dazu 2 Streichquartette, ein Ouverture, eine Sinfonie, Kantaten für viele Festtage sowie Orgel- und Klavierwerke.
Veröffentlicht sind:
- Drei Gedichte von Emanuel Geibel für 4stimmigen Männerchor. Leipzig: Siegel

Nummer eins "Über der dunkeln Haide"; op.1 Nr. 1 Digitalisat, Stadtbibliothek Lübeck
- Fünf Lieder. Deutscher Liederverlag
- Drei Kantaten für Frauenchor und Violinen. Kiel: Verlag der Organistengilde
- 14 Choralvorspiele. Kiel: Verlag der Organistengilde
- Weihnachtslieder und Duette. Verlag des Schleswig-Holsteinischen Kirchenchorverbandes
- Choralbearbeitungen: 
  - Komm, Heiliger Geist.
  - Schmücke dich, o liebe Seele.
  - Wie schön leuchtet der Morgenstern.

in: Ursula Bockholt, Regina Oehlmann und Arndt Schnoor (Hrsg.) Lübecker Orgelbuch. Teil 3,1: Große Choralbearbeitungen von Lübecker Komponisten für Orgel. Bibliothek der Hansestadt Lübeck, Lübeck 2009 (= Veröffentlichungen der Stadtbibliothek Lübeck: Reihe 3; Bd. 59.)